# Magda Linette
Magda Linette (Poznań, 1992. február 12. –) lengyel hivatásos teniszezőnő, olimpikon.
2009-ben kezdte profi pályafutását. Egyéniben három WTA- egy WTA 125K- és 11 ITF-tornát nyert, párosban két WTA- és nyolc ITF-tornán végzett az első helyen. Első WTA-tornagyőzelmét 2019 augusztusában a Bronx Openen aratta. Párosban az első tornagyőzelmét 2022 áprilisában Charlestonban aratta. Legjobb világranglista-helyezése egyéniben a 19. hely, amit 2023. március 20-án ért el, párosban a 26. helyezés, amelyen 2022. április 11-én állt.
A Grand Slam tornákon a legjobb eredménye egyéniben az elődöntő, amit a 2023-as Australian Openen ért el. Párosban a 2021-es Roland Garroson ugyancsak az elődöntőig jutott.
Először 2011-ben játszott Lengyelország Fed-kupa-válogatottjában, amelynek színeiben 2018-ig 17 mérkőzést játszott. Lengyelország képviseletében vett részt a 2016-os riói olimpia női egyes versenyén.

## WTA-döntői

### Egyéni
| Összesítés            |                              |
| Grand Slam-torna (0)  |                              |
| Premier Mandatory (0) | WTA 1000 (kötelező)* (0)     |
| Premier Five (0)      | WTA 1000 (nem kötelező)* (0) |
| Premier (0)           | WTA 500* (0)                 |
| International (2)     | WTA 250* (1)                 |

*2021-től megváltozott a tornák kategóriáinak elnevezése.

#### Győzelmei (3)
| No. | Dátum               | Helyszín                      | Borítás | Ellenfél a döntőben | Eredmény a döntőben | Eredmény a döntőben |
| 1.  | 2019. augusztus 24. | Bronx Open, New York          | Kemény  | Camila Giorgi       | 5–7, 7–5, 6–4       |                     |
| 2.  | 2020. február 16.   | Hua Hin Championships, Huahin | Kemény  | Leonie Küng         | 6–3, 6–2            |                     |
| 3.  | 2024. július 28.    | Prague Open, Prága            | Salak   | Magdalena Fręch     | 6–2, 6–1            |                     |

#### Elveszített döntői (5)
| No. | Dátum                | Helyszín                  | Borítás   | Ellenfél a döntőben | Eredmény a döntőben | Eredmény a döntőben |
| 1.  | 2015. szeptember 19. | Japan Women's Open, Tokió | Kemény    | Yanina Wickmayer    | 6–4, 3–6, 3–6       |                     |
| 2.  | 2019. szeptember 22. | Korea Open, Szöul         | Kemény    | Karolína Muchová    | 1–6, 1–6            |                     |
| 3.  | 2022. szeptember 18. | Chennai Open, Csennai     | Kemény    | Linda Fruhvirtová   | 6–4, 3–6, 4–6       |                     |
| 4.  | 2023. szeptember 23. | Guangzhou Open, Kanton    | Kemény    | Vang Hszi-jü        | 0–6, 2–6            |                     |
| 5.  | 2024. április 21.    | Open de Rouen, Rouen      | Salak (f) | Sloane Stephens     | 1–6, 6–2, 2–6       |                     |

### Páros
| Összesítés            |                              |
| Grand Slam-torna (0)  |                              |
| Premier Mandatory (0) | WTA 1000 (kötelező)* (0)     |
| Premier Five (0)      | WTA 1000 (nem kötelező)* (0) |
| Premier (0)           | WTA 500* (2)                 |
| International (0)     | WTA 250* (0)                 |

*2021-től megváltozott a tornák kategóriáinak elnevezése.

#### Győzelmei (2)
| No. | Dátum             | Helyszín                             | Borítás      | Partner           | Ellenfél a döntőben                | Eredmény a döntőben | Eredmény a döntőben |
| 1.  | 2022. április 10. | WTA Charleston, Charleston           | Salak (zöld) | Andreja Klepač    | Lucie Hradecká Szánija Mirza       | 6–2, 4–6, [10–7]    |                     |
| 2.  | 2022. június 25.  | Eastbourne International, Eastbourne | Fű           | Aleksandra Krunić | Ljudmila Kicsenok Jeļena Ostapenko | játék nélkül        |                     |

#### Elveszített döntői (3)
| No. | Dátum                | Helyszín                                     | Borítás | Partner              | Ellenfél a döntőben                 | Eredmény a döntőben | Eredmény a döntőben |
| 1.  | 2014. szeptember 20. | Guangzhou International Women’s Open, Kanton | Kemény  | Alizé Cornet         | Csuang Csia-zsung Liang Csen        | 6–2, 6–7(3), [7–10] |                     |
| 2.  | 2016. október 16.    | Tianjin Open, Tiencsin                       | Kemény  | Hszü Ji-fan          | Christina McHale Peng Suaj          | 6–7(8), 0–6         |                     |
| 3.  | 2017. április 15.    | Copa Colsanitas, Bogotá                      | Salak   | Verónica Cepede Royg | Beatriz Haddad Maia Nadia Podoroska | 3–6, 6–7(4)         |                     |

## WTA 125K-döntői: 3 (1–2)

### Egyéni: 3 (1–2)
| Eredmény | No. | Dátum             | Torna                                    | Borítás | Ellenfél a döntőben    | Eredmény         |
| -------- | --- | ----------------- | ---------------------------------------- | ------- | ---------------------- | ---------------- |
| Győztes  | 1.  | 2014. október 27. | Ningbo International Tennis Open, Ningbo | Kemény  | Vang Csiang            | 3–6, 7–5, 6–1    |
| Döntős   | 1.  | 2018. június 11.  | Bol Open, Bol                            | Salak   | Tamara Zidanšek        | 1–6, 3–6         |
| Döntős   | 2.  | 2022. október 30. | Abierto Tampico, Tampico                 | Kemény  | Elisabetta Cocciaretto | 6–7(5), 6–4, 1–6 |

## ITF döntői

### Egyéni (11–10)
| Díjazás        |
| -------------- |
| $100,000 torna |
| $75,000 torna  |
| $50,000 torna  |
| $25,000 torna  |
| $15,000 torna  |
| $10,000 torna  |

| Eredmény | No. | Dátum                | Torna                              | Borítás | Ellenfél                  | Eredmény            |
| -------- | --- | -------------------- | ---------------------------------- | ------- | ------------------------- | ------------------- |
| Győztes  | 1.  | 2010. június 7.      | Szczecin, Lengyelország            | Salak   | Margit Rüütel             | 6–2, 6–0            |
| Döntős   | 1.  | 2010. június 28.     | Toruń, Lengyelország               | Salak   | Kszenyija Pervak          | 4–6, 1–6            |
| Győztes  | 2.  | 2010. augusztus 2.   | Hechingen, Németország             | Salak   | Sílvia Soler-Espinosa     | 7–5, 3–6, 6–2       |
| Győztes  | 3.  | 2010. augusztus 9.   | Versmold, Németország              | Salak   | Irina-Camelia Begu        | 6–2, 7–5            |
| Győztes  | 4.  | 2010. szeptember 6.  | Katowice, Lengyelország            | Salak   | Eva Birnerová             | 3–6, 6–2, 6–2       |
| Döntős   | 2.  | 2010. szeptember 13. | Zágráb, Horvátország               | Salak   | Renata Voráčová           | 1–6, 6–4, 4–6       |
| Döntős   | 3.  | 2010. november 15.   | Opole, Lengyelország               | Szőnyeg | Sandra Záhlavová          | 7–5, 6–7(4), 4–6    |
| Döntős   | 4.  | 2012. május 7.       | Firenze, Olaszország               | Salak   | Anaïs Laurendon           | 4–6, 4–6            |
| Döntős   | 5.  | 2012. június 18.     | Kristinehamn, Svédország           | Salak   | Sacha Jones               | 4–6, 4–6            |
| Győztes  | 5.  | 2012. szeptember 24. | Prága, Csehország                  | Salak   | Zuzana Luknárová          | 6–2, 7–6(7)         |
| Döntős   | 6.  | 2013. április 29.    | Civitavecchia, Olaszország         | Salak   | Anna Karolína Schmiedlová | 0–6, 1–6            |
| Döntős   | 7.  | 2013. október 28.    | Nantes, Franciaország              | Kemény  | Aljakszandra Szasznovics  | 6–4, 4–6, 2–6       |
| Győztes  | 6.  | 2013. december 2.    | Púna, India                        | Kemény  | Kamila Kerimbajeva        | 7–5, 7–6(5)         |
| Döntős   | 8.  | 2013. december 9.    | Navi Mumbai, India                 | Kemény  | Fudzsivara Rika           | 6–2, 6–7(5), 6–7(4) |
| Győztes  | 7.  | 2014. október 13.    | Kojang, Dél-Korea                  | Kemény  | Renata Voráčová           | 6–3, 3–6, 6–3       |
| Győztes  | 8.  | 2015. február 2.     | Grenoble, Franciaország            | Kemény  | Tereza Martincová         | 7–6(2), 4–6, 6–1    |
| Győztes  | 9.  | 2015. február 16.    | Új-Delhi, India                    | Kemény  | Tadeja Majerič            | 6–1, 6–1            |
| Döntős   | 9.  | 2015. június 15.     | Ilkley, Nagy-Britannia             | Fű      | Anna-Lena Friedsam        | 7–5, 3–6, 1–6       |
| Győztes  | 10. | 2016. május 8.       | Cagnes-sur-Mer, Franciaország      | Salak   | Carina Witthöft           | 6–3, 7–5            |
| Győztes  | 11. | 2019. június 16.     | Manchester, Egyesült Királyság     | Fű      | Zarina Dias               | 7–6(1), 2–6, 6–3    |
| Döntős   | 10. | 2022. augusztus 7.   | Grodzisk Mazowiecki, Lengyelország | Kemény  | Kateřina Siniaková        | 4–6, 1–6            |

### Páros (8–9)
| Borítás        |
| -------------- |
| $100,000 torna |
| $75,000 torna  |
| $50,000 torna  |
| $25,000 torna  |
| $15,000 torna  |
| $10,000 torna  |

| Eredmény | No. | Dátum                | Torna                         | Borítás | Partner             | Ellenfél                                | Eredmény         |
| -------- | --- | -------------------- | ----------------------------- | ------- | ------------------- | --------------------------------------- | ---------------- |
| Döntős   | 1.  | 2010. november 15.   | Opole, Lengyelország          | Szőnyeg | Paula Kania         | Okszana Kalasnikova Palina Pehava       | 3–6, 4–6         |
| Döntős   | 2.  | 2011. április 11.    | Casablanca, Marokkó           | Salak   | Katarzyna Piter     | Sandra Klemenschits Kristina Mladenovic | 3–6, 6–3, [8–10] |
| Döntős   | 3.  | 2011. május 30.      | Róma, Olaszország             | Salak   | Liana Ungur         | Sophie Ferguson Sally Peers             | játék nélkül     |
| Döntős   | 4.  | 2011. szeptember 12. | Mestre, Olaszország           | Salak   | Babos Tímea         | Valentyina Ivahnyenko Marina Melnyikova | 4–6, 5–7         |
| Döntős   | 5.  | 2011. november 7.    | Opole, Lengyelország          | Carpet  | Paula Kania         | Naomi Broady Kristina Mladenovic        | 6–7(5), 4–6      |
| Győztes  | 1.  | 2012. június 25.     | Ystad, Svédország             | Salak   | Katarzyna Piter     | Okszana Kalasnikova Lenka Wienerová     | 6–3, 6–3         |
| Döntős   | 6.  | 2012. szeptember 24. | Prága, Csehország             | Salak   | Kateřina Kramperová | Lucy Brown Angelica Moratelli           | 3–6, 7–5, [6–10] |
| Győztes  | 2.  | 2012. október 15.    | Limoges, Franciaország        | Kemény  | Sandra Zaniewska    | Irena Pavlovic Stefanie Vögele          | 6–1, 5–7, [10–5] |
| Győztes  | 3.  | 2012. november 5.    | Équeurdreville, Franciaország | Kemény  | Katarzyna Piter     | Amra Sadiković Ana Vrljić               | 6–4, 7–6(4)      |
| Győztes  | 4.  | 2012. december 17.   | Ankara, Törökország           | Kemény  | Katarzyna Piter     | Irina Burjacsok Valerija Szolovjova     | 6–2, 6–2         |
| Döntős   | 7.  | 2013. április 29.    | Civitavecchia, Olaszország    | Salak   | Paula Kania         | Stephanie Vogt Renata Voráčová          | 3–6, 4–6         |
| Győztes  | 5.  | 2013. május 6.       | Johannesburg, Dél-Afrika      | Kemény  | Chanel Simmonds     | Samantha Murray Jade Windley            | 6–1, 6–3         |
| Győztes  | 6.  | 2013. május 27.      | Maribor, Szlovénia            | Salak   | Paula Kania         | Mailen Auroux Maria Irigoyen            | 6–3, 6–0         |
| Győztes  | 7.  | 2013. július 1.      | Toruń, Lengyelország          | Salak   | Paula Kania         | Julija Bejhelzimer Elena Bogdan         | 6–2, 4–6, [10–5] |
| Döntős   | 8.  | 2013. szeptember 23. | Loughborough, Nagy-Britannia  | Kemény  | Tereza Smitková     | Çağla Büyükakçay Pemra Özgen            | 2–6, 7–5, [6–10] |
| Győztes  | 8.  | 2013. október 14.    | Limoges, Franciaország        | Kemény  | Viktorija Golubic   | Nicole Clerico Nikola Fraňková          | 6–4, 6–4         |
| Döntős   | 9.  | 2014. március 31.    | Edgbaston, Nagy-Britannia     | Kemény  | Amra Sadiković      | Jocelyn Rae Anna Smith                  | 6–3, 5–7, [4–10] |

## Eredményei Grand Slam-tornákon

### Egyéni
| Grand Slam | Australian Open | Australian Open    | Roland Garros | Roland Garros        | Wimbledon | Wimbledon        | US Open  | US Open             |
| Év         | Eredmény        | Utolsó ellenfél    | Eredmény      | Utolsó ellenfél      | Eredmény  | Utolsó ellenfél  | Eredmény | Utolsó ellenfél     |
| 2015       | Selejtező (Q1)  | Selejtező (Q1)     | 1. kör        | Flavia Pennetta      | 1. kör    | Nara Kurumi      | 2. kör   | Agnieszka Radwańska |
| 2016       | 1. kör          | Mónica Puig        | 1. kör        | Johanna Larsson      | 1. kör    | Samantha Stosur  | 1. kör   | Dominika Cibulková  |
| 2017       | 1. kör          | Mandy Minella      | 3. kör        | Elina Szvitolina     | 1. kör    | B Mattek-Sands   | 1. kör   | Karolína Plíšková   |
| 2018       | 3. kör          | Denisa Allertová   | 1. kör        | Zarina Dias          | 1. kör    | J Putyinceva     | 1. kör   | Serena Williams     |
| 2019       | 1. kör          | Ószaka Naomi       | 2. kör        | Simona Halep         | 3. kör    | Petra Kvitová    | 2. kör   | Ószaka Naomi        |
| 2020       | 1. kör          | Arantxa Rus        | 1. kör        | Leylah Fernandez     | elmaradt  | elmaradt         | 3. kör   | Anett Kontaveit     |
| 2021       | –               | –                  | 3. kör        | Unsz Dzsábir         | 3. kör    | Paula Badosa     | 1. kör   | Cori Gauff          |
| 2022       | 2. kör          | Darja Kaszatkina   | 2. kör        | Martina Trevisan     | 2. kör    | Angelique Kerber | 1. kör   | Karolína Plíšková   |
| 2023       | Elődöntő        | Arina Szabalenka   | 1. kör        | Leylah Fernandez     | 3. kör    | Belinda Bencic   | 2. kör   | Jennifer Brady      |
| 2024       | 1. kör          | Caroline Wozniacki | 1. kör        | Ljudmila Szamszonova | 1. kör    | Elina Szvitolina | 1. kör   | Iva Jovic           |
| 2025       | 1. kör          | Ucsijima Mojuka    | 1. kör        | Clara Tauson         | 1. kör    | Elsa Jacquemot   |          |                     |

### Páros
| Grand Slam | Australian Open         | Australian Open                       | Roland Garros           | Roland Garros                         | Wimbledon              | Wimbledon                         | US Open                   | US Open                        |
| Év         | Eredmény Partner        | Utolsó ellenfél                       | Eredmény Partner        | Utolsó ellenfél                       | Eredmény Partner       | Utolsó ellenfél                   | Eredmény Partner          | Utolsó ellenfél                |
| 2015       | –                       | –                                     | 2. kör Alizé Cornet     | Casey Dellacqua J Svedova             | 1. kör Mandy Minella   | Babos Tímea Kristina Mladenovc    | 1. kör Alizé Cornet       | L Arruabarrena Andreja Klepač  |
| 2016       | 1. kör Alizé Cornet     | K Bondarenko Olha Szavcsuk            | 2. kör Alizé Cornet     | Madison Brengle Tatjana Maria         | −                      | −                                 | 1. kör Vang Csiang        | Hozumi Eri Kato Miju           |
| 2017       | 2. kör Alizé Cornet     | Hozumi Eri Kato Miju                  | 2. kör Ana Konjuh       | Lucie Hradecká Kateřina Siniaková     | 1. kör Maria Sanchez   | N Kicsenok Olha Szavcsuk          | –                         | –                              |
| 2018       | 2. kör Zarina Dias      | Barbora Krejčíková Kateřina Siniaková | 1. kör Naomi Broady     | Dalila Jakupović Irina Hromacsova     | –                      | –                                 | 3. kör Ajla Tomljanović   | Lucie Hradecká J Makarova      |
| 2019       | 1. kör Ajla Tomljanović | Alizé Cornet Petra Martić             | –                       | –                                     | 1. kör Irina Bara      | Nicole Melichar Květa Peschke     | 2. kör Iga Świątek        | Hszie Su-vej Barbora Strýcová  |
| 2020       | 1. kör Katerina Kozlova | Danielle Collins Alicja Rosolska      | 2. kör Katerina Kozlova | Cori Gauff Catherine McNally          | elmaradt               | elmaradt                          | –                         | –                              |
| 2021       | –                       | –                                     | Elődöntő Bernarda Pera  | Barbora Krejčíková Kateřina Siniaková | 1. kör Alicja Rosolska | Ljudmila Kicsenok Ninomija Makoto | 2. kör Bernarda Pera      | Monica Niculescu E-G Ruse      |
| 2022       | 3. kör Bernarda Pera    | Rebecca Peterson A Potapova           | 1. kör Bernarda Pera    | Marta Kosztyuk E-G Ruse               | 1. kör Bernarda Pera   | Alizé Cornet Diane Parry          | 1. kör Aleksandra Krunić  | Anna Danilina B Haddad Maia    |
| 2023       | 1. kör Vang Hszi-jü     | Aojama Súko Sibahara Ena              | –                       | –                                     | 2. kör Bernarda Pera   | Naiktha Bains Maia Lumsden        | Negyeddöntő Bernarda Pera | Jennifer Brady Luisa Stefani   |
| 2024       | –                       | –                                     | 2. kör Bernarda Pera    | Sara Errani Jasmine Paolini           | 2. kör Peyton Stearns  | Tereza Mihalíková Olivia Nicholls | 2. kör Peyton Stearns     | Kristina Mladenovic Csang Suaj |
| 2025       | 1. kör Giuliana Olmos   | Lucia Bronzetti Anhelina Kalinyina    | 1. kör Bernarda Pera    | Anna Danilina Aleksandra Krunić       | 2. kör Bernarda Pera   | Ljudmila Kicsenok Ellen Perez     |                           |                                |

## Év végi világranglista-helyezései
| Év     | 2009  | 2010 | 2011 | 2012 | 2013 | 2014 | 2015 | 2016 | 2017 | 2018 | 2019 | 2020 | 2021 | 2022 | 2023 | 2024 |
| Egyéni | 1008. | 194. | 248. | 296. | 148. | 117. | 89.  | 96.  | 71.  | 83.  | 42.  | 40.  | 57.  | 49.  | 24.  | 38.  |
| Páros  | −     | 676. | 221. | 198. | 119. | 155. | 116. | 192. | 139. | 136. | 411. | 161. | 56.  | 45.  | 42.  | 75.  |